# Richard d'Ivry
Richard d'Ivry, Marquès d'Ivry (Beaune, Borgonya, 1829 - Ieras, Provença, 1903) fou un compositor francès.
Des de molt jove es dedicà a cultivar la música, per la que mostrava dots excepcionals, no fou tan sols un bon executant, sinó també entusiasta protector d'artistes i distingit compositor. Després d'alguns assaigs de composició dramàtica (Fatma, Quentin Matsys, La Maison du docteur, i Omphale et Pénélope), va escriure la seva millor òpera: Les amants de Verone, acabada el 1864 amb el pseudònim de Richard Yrvid. Estrenada, el 1878, en la Sala Ventadour, de París, tingué una acollida molt favorable, no obstant contar ja el repertori líric francès amb una altra obra important sobre el mateix afer, del compositor Charles Gounod (encara que la seva Romeu i Gulieta no sigui la millor de les seves produccions).
També va compondre el marquès d'Ivry una comèdia lírica titulada Persevérance d'amour, que estava en curs de publicació quan el compositor morí.